# Бирсеу (Хунедоара)
Бирсеу (рум. Bârsău) — село у повіті Хунедоара в Румунії. Входить до складу комуни Хереу.
Село розташоване на відстані 296 км на північний захід від Бухареста, 6 км на північний схід від Деви, 106 км на південний захід від Клуж-Напоки, 135 км на схід від Тімішоари.

## Населення
За даними перепису населення 2002 року у селі проживали 508 осіб. Рідною мовою 503 особи (99,0%) назвали румунську.
Національний склад населення села:
| Національність            | Кількість осіб | Відсоток |
| ------------------------- | -------------- | -------- |
| румуни                    | 494            | 97,2%    |
| угорці                    | 5              | 1,0%     |
| не вказали національність | 8              | 1,6%     |